# Lasioptera ussurica
Lasioptera ussurica är en tvåvingeart som beskrevs av Mamaeva och Kritskaya 1980. Lasioptera ussurica ingår i släktet Lasioptera och familjen gallmyggor. Inga underarter finns listade i Catalogue of Life.